# Matchbox (marca)
Matchbox es una marca de línea de automóviles de juguete a escala de Reino Unido introducida por Lesney Products en 1953 y desde 1997 de la firma estadounidense de juguetes Mattel. La marca recibió su nombre porque los juguetes originales de Matchbox fundidos a troquel se vendieron en cajas similares a aquellas en las que las cerillas eran vendidas. La marca creció para abarcar una amplia gama de juguetes, que incluyen modelos a gran escala, kits de plástico y figuras de acción.
Durante la década de 1980, Matchbox comenzó a cambiar a los "blisters" de plástico y cartón más convencionales que usaban otras marcas de juguetes fundidos a presión, como Hot Wheels. El empaque estilo caja se volvió a introducir para el mercado de coleccionistas en los últimos años, en particular con el lanzamiento de la serie "35° aniversario de Superfast" en 2004.
La empresa vendía más de un millón de autos por día en más de 100 países en su punto máximo, ya que los precios bajos los hacían asequibles para los niños.

## Historia
1947 Orígenes de Lesney Product

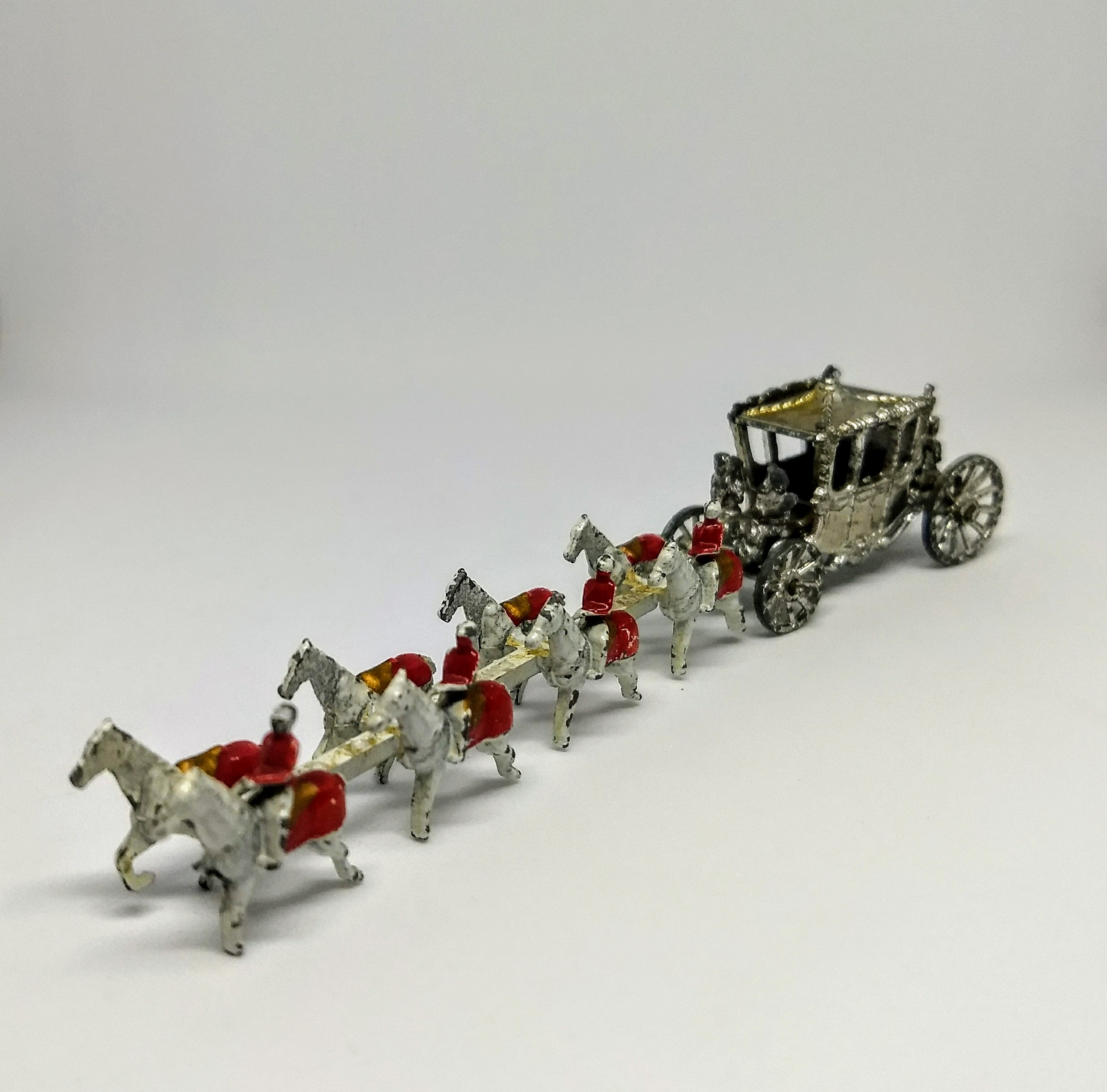
Carroza de Coronación de la Reina, primer Matchbox de la historia.

Leslie Smith y Rodney Smith fundan “Lesney Product” el 19 de junio de 1947 una empresa británica de juguetes.
1953 Nace Matchbox
Debido a las restricciones del gobierno británico para importar Zinc, la empresa Lesney Producs debe dejar de producir juguetes grandes y Jack Odell comenzó a diseñar juguetes de escala 1-75, apareciendo así los vehículos pequeños que serían bautizados Matchbox que serían distribuidos por la empresa Moko a nivel mundial quien tenía el 50 por ciento de ganancias por los juguetes.
La hija de Jack Odell inspiró la creación de Matchbox más famoso en 1948 después de que su escuela solo le permitiera tomar un artículo que encajaba en una caja de cerillas.
El primer Matchbox fue una réplica de la carroza de Coronación de la Reina Isabel que se vendió en ese día: 2 de junio de 1953. Se vendieron un millón de unidades.
La línea de Matchbox tenía 17 unidades de escala similar a las actuales. Las primeras miniaturas producidas por Matchbox fueron apisonadoras, volquetes, mezcladoras de cemento verdes y rojas, un MG Midget TD blanco, un carro de lechero naranja y un Vauxhall Cresta rojo y blanco.
1956 Aparece el Bus de Londres
Los Yesteryears se introdujeron en 1956 y le dieron a Odell los tres primeros Yesteryears se presentaron en la Feria del Juguete de 1956,en Harrogate. Más tarde se decidió limitar la gama a 16 modelos, reemplazando a los modelos para introducir nuevos. Los modelos se empaquetaron en cajas similares a las utilizadas para la serie 1-75 Matchbox.
Jack Odell diseñador de Matchbox incluye el London Type Bus de escala 1/100 en la colección de Matchbox por sugerencia de su padre quien era conductor de bus.
1958 Expansión

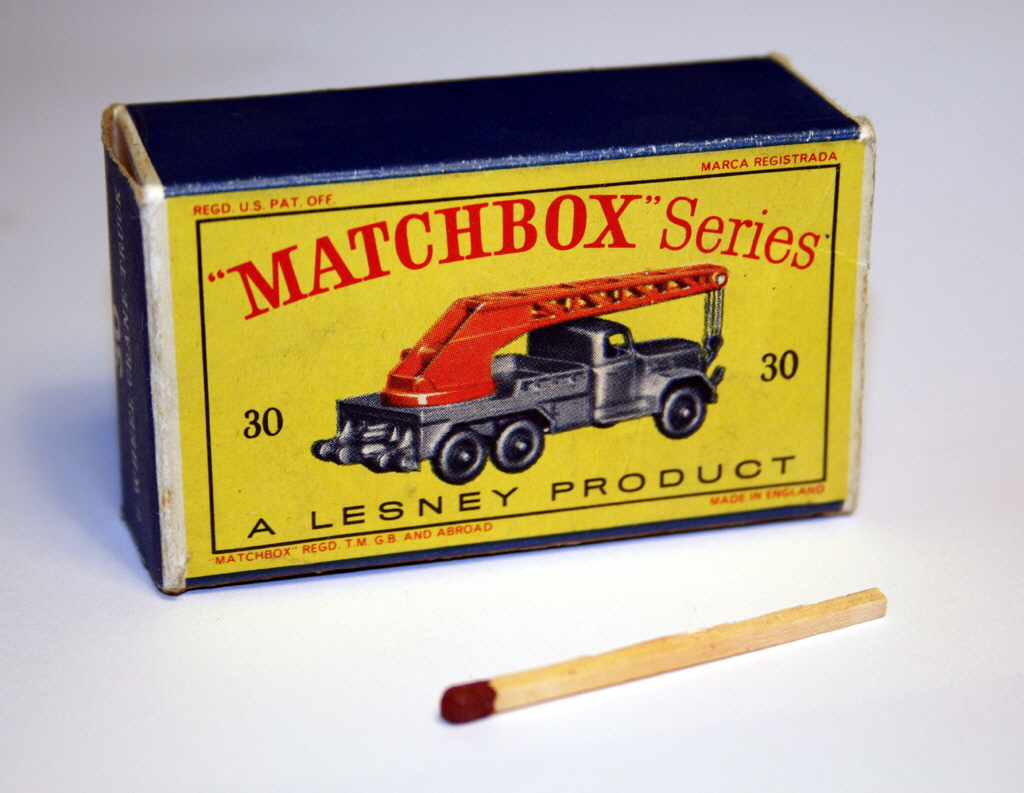
Lesney Matchbox

Para abrir el mercado, Lesney compra el cincuenta por ciento de interés de Moko en Lesney Products.
1960 Líder del mercado y salida a la bolsa
Lesney producía 50 millones de miniaturas al año. Matchbox fue líder del mercado hasta 1968, con la llegada de Hot Wheels.
En 1960 la compañía salió a bolsa. Coincidiendo con la flotación de la compañía, se produjo el Y15 Rolls Royce Silver Ghost. Este fue el modelo para lanzar la gama Yesteryear a la atención del público. Este fue un automóvil exquisitamente modelado que se anunció en 'Veteran and Vintage Magazine', una publicación para entusiastas de los automóviles antiguos.
1966 Premio Queen's Award para la industria
1967-1968 Leslie Smith y Jack Odell premiados con OBE, Lesney galardonado con el segundo premio de la reina para la industria.
1969 Competencia con Hot Wheels

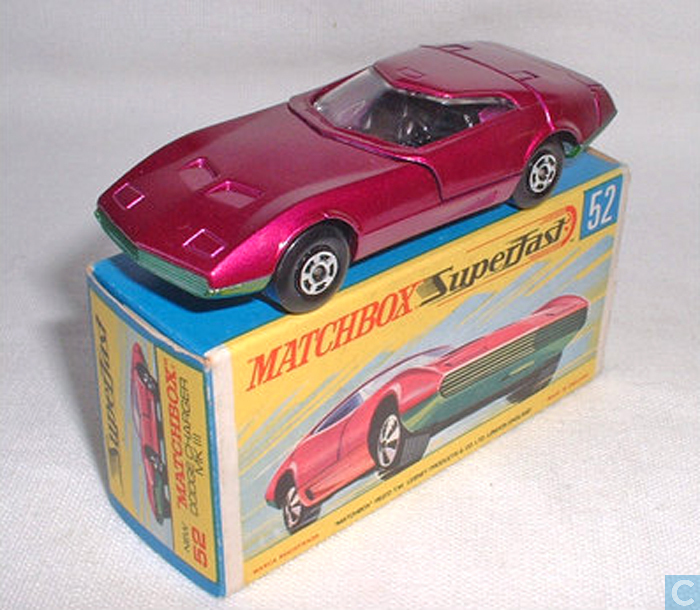
Dodge Charger de Matchbox

Mattel presentó los automóviles Hot Wheels al mercado que eran más rápidos que los autos de Matchbox, este es un evento marcaría la historia de Lesney. Matchbox debió modificar sus modelos.
Lesney lanzó gama Superfast,
Fábrica abierta en Rochford, Essex.
1970 Gama Superfast
Los modelos Matchbox de los años 70 se caracterizaron por los modelos de colores, roadster dragster y chopper, con enormes bloques de motores y brillantes, así como un diseño futurista.
1973 Crisis

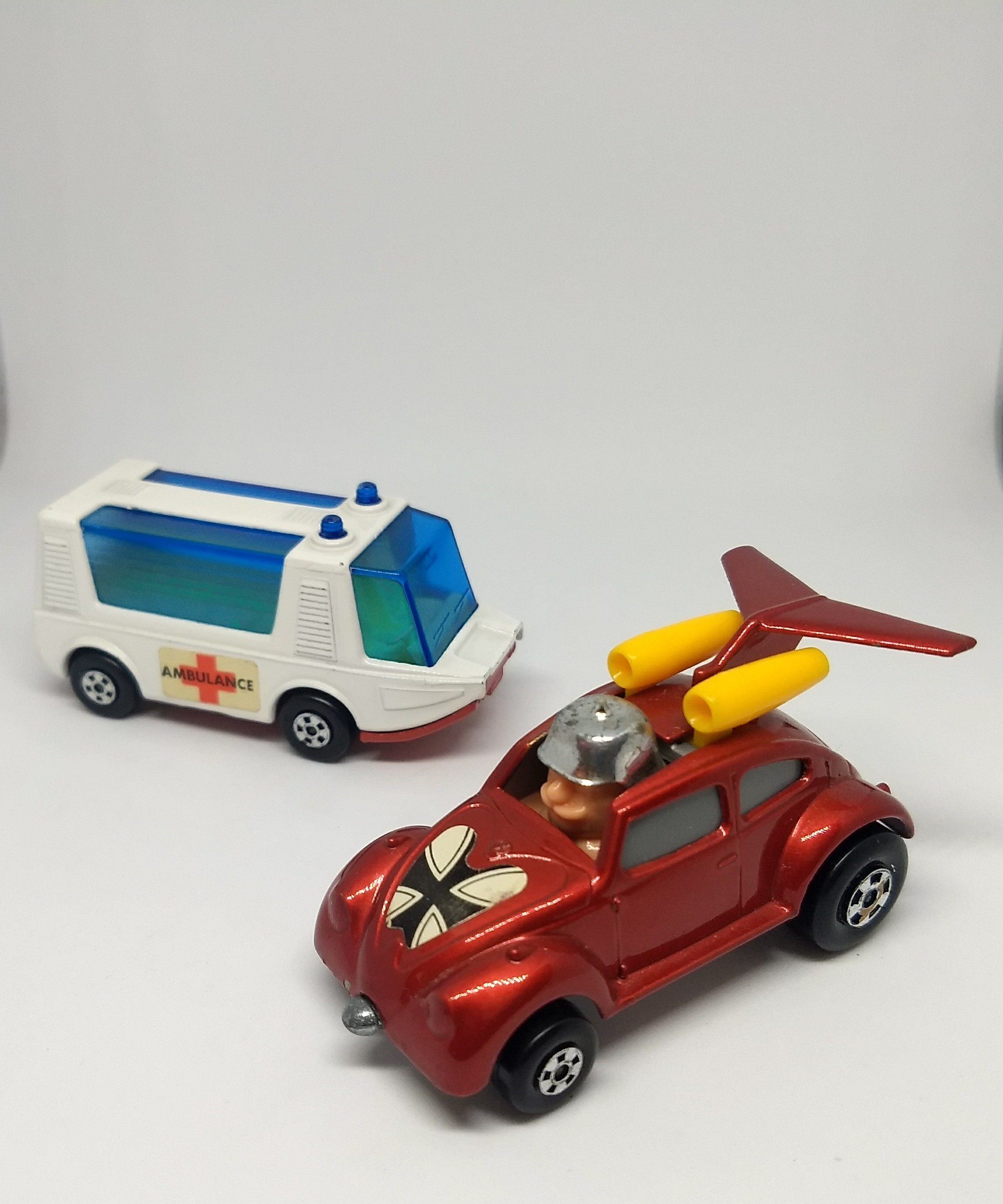
Superfast Matchbox

Lesney Products debió afrontar huelgas, un incendio en su fábrica y luego una inundación en Rochford, Inglaterra que destruyeron buena parte de su división de plásticos.
Jack Odell renunció.
Serie Skybusters de modelos de aviones. SeaKings de modelos de barcos. Battlekings de modelos militares.
1977 Producción de Ferrocarriles Matchbox hasta 1982
1979 La serie de Disney apareció en el mercado
Lesney Products Corporation produjo entre cinco y seis millones de juguetes por semana, pero ubicó parte de su producción en Macao por razones de costo, lo que llevó a una disminución cualitativa en los vehículos modelo. Modelos japoneses, australianos y estadounidenses.
1980 Inicio de la producción en Asia
1982 Bancarrota

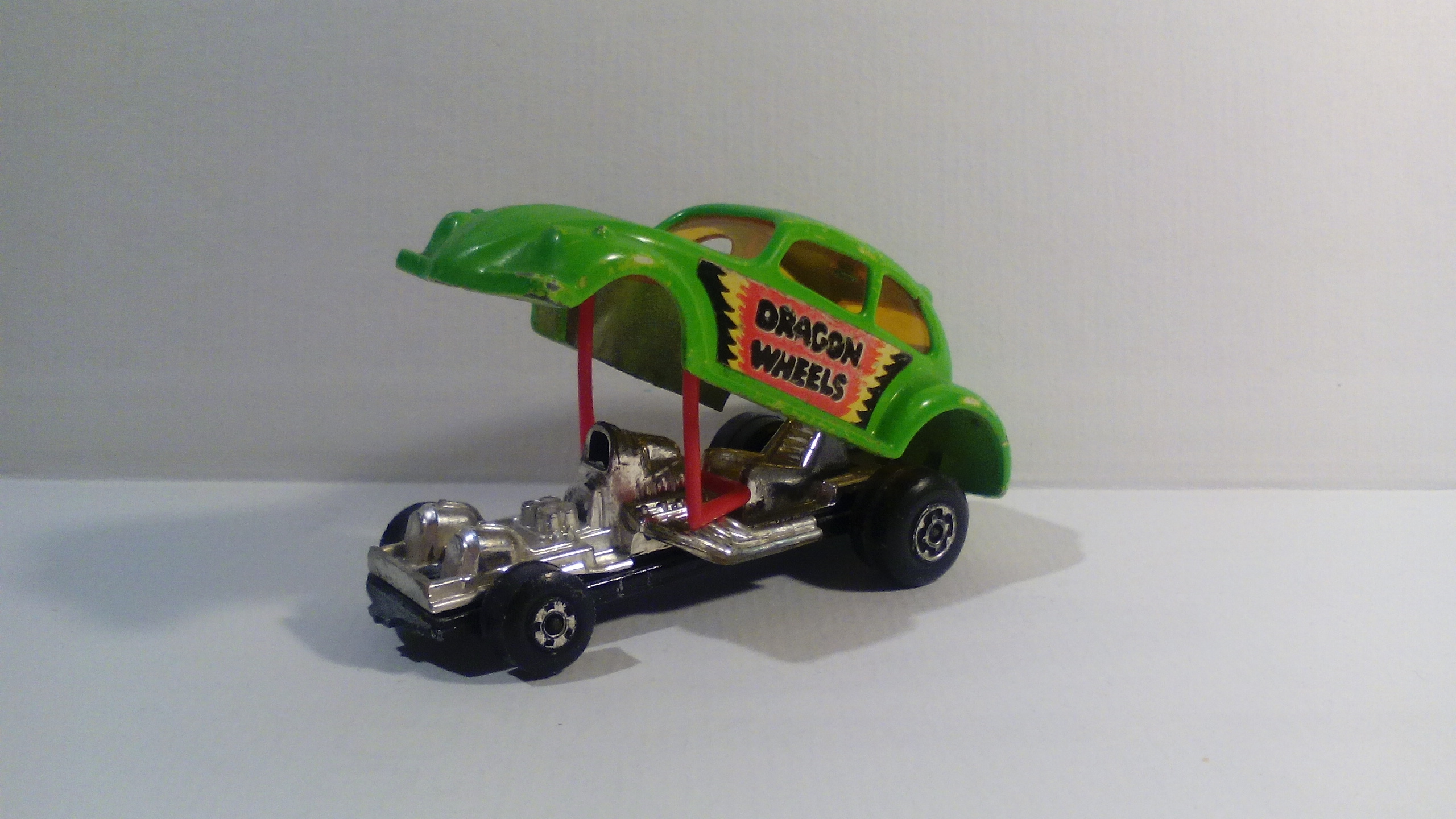
Matchbox Volswagen Dragon Wheels

Lesney Products estaba en bancarrota y puesto bajo administración judicial. Fue adquirida por Universal Toys.
1984 Fin de la producción en Inglaterra
1986 Matchbox compra Dinky
En 1986, Matchbox Toys inició negociaciones con Kenner-Parker para comprar la marca registrada Dinky. El acuerdo se dio en 1987.
1987 Láseres Superfast no tenían llantas normales sino discos brillantes (similares a los CD) donde se reflejaba el espectro de luz.
1992 Tyco Toys Compra Matchbox
1997 Mattel compra Matchbox.
Mattel compró Tyco el 18 de noviembre de 1996, por $ 755 millones. Una línea de 1-75 se renovó por completo por segunda vez en la historia. El 31 de marzo de 1997, Mattel adquirió oficialmente Tyco Toys y la marca Matchbox. En el Grupo Mattel, la marca Matchbox constituye un pilar del programa Wheels junto con los modelos Hot Wheels y los modelos de control remoto Tyco R/C.
2002 50 años de Matchbox

Nissan Skyline 2000 GTX - Matchbox

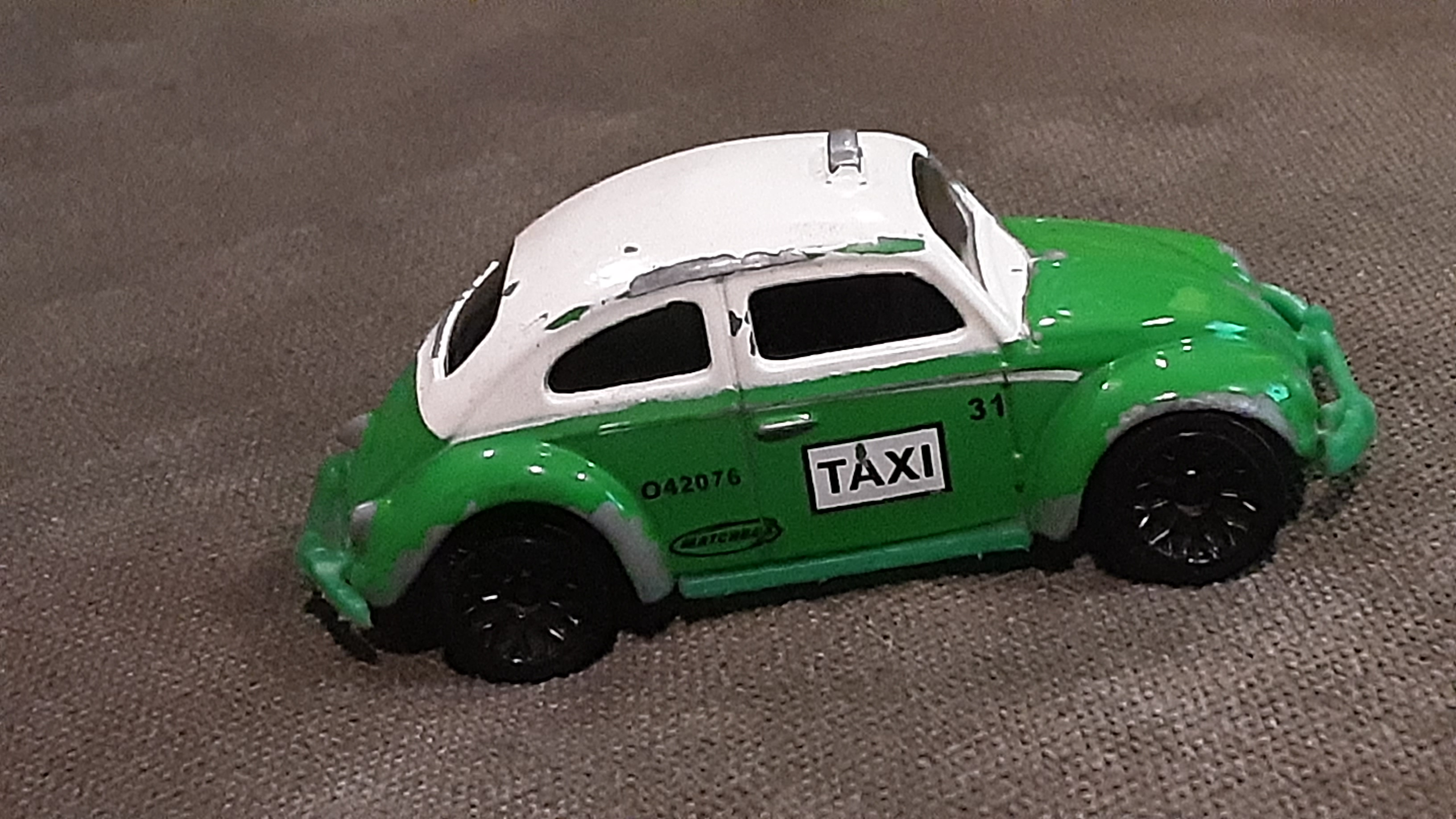
Un Volkswagen Tipo 1 de 2002 pintado como un taxi de México, vista derecha

Mattel celebró el 50 aniversario de la marca Matchbox durante el fin de semana del 24 al 25 de agosto de 2002 en Manhattan.
2003 Aparece la serie Hero City
2005 Muere Jack Odell
Muere el diseñador y cofundador de Matchbox Jack Odell.
2009 Edición de aniversario de la serie Superfast
2013 2014 Edición aniversario 60 años de Matchbox

## Matchbox en el mundo

#### Estados Unidos
La distribución de Matchbox en los Estados Unidos fue adquirida por Fred Bronner Corporation de Manhattan, Nueva York. También desarrolló sus propios productos y variantes de cajas como el sistema de complemento Build-A-Road, que podría usarse para crear sistemas de carreteras propios para los modelos. Además, se produjeron pequeños rompecabezas con motivos de los modelos Matchbox.
Además, los Playmats y Playcases vendidos en Europa tuvieron mucho más éxito en los EE. UU., También el gigante de grandes almacenes Sears desarrolló bajo licencia su propia serie Playcase.
Desde la adquisición de Mattel, el negocio principal de Matchbox ha estado funcionando a través de su sede en El Segundo, California.

#### República Federal de Alemania
En la República Federal de Alemania, la marca estuvo representada desde 1959/1960 con su propia fábrica. En Renania del Norte-Westfalia en la ciudad de Rees el holandés Jacob Prins, el (más tarde el fundador de la EDOR Juguetes empresa Edocar ) fue construida la rama alemana de Matchbox. Poco antes de haber adquirido los derechos de distribución y ampliado el sitio en 1964, 1969 y 1971 por cada 1000 metros cuadrados de grandes almacenes.
En 1977 y 1981 se emitieron modelos especiales para el mercado alemán.

#### República Democrática Alemania
Matchbox también estuvo representado en la República Democrática Alemana, aunque sus modelos eran más complicados de conseguir y con variantes de las marcas comerciales occidentales.
El único modelo especial para la RDA en 1987 fue una variante del autobús de dos pisos K-15 con la inscripción "750 años 1237-1987 - Visita Berlín, capital de la RDA".

#### Suiza
En Suiza, Matchbox estuvo representado desde 1956 por Waldmeier AG estaba activo en Basilea como la agencia general de la marca en el mercado suizo.

#### Brasil
Matchbox debió ensamblar sus modelos en Brasil desde 1970. Dado que los altos aranceles de importación para los juguetes terminados hicieron que la importación de modelos completos fuera muy costosa, los modelos se desmontaron en la carrocería, las losas del piso y las instalaciones y luego se enviaron en partes individuales. En Brasil, con la empresa Brinquedos Rei, y desde 1972 empezaron a ser ensamblados en Manaus.

#### Europa Oriental
Los modelos Superfast fueron producidos en Bulgaria y Hungría con el objetivo principal de desarrollar un nuevo mercado de ventas en Europa del Este, se firmó un contrato en 1983 con la empresa búlgara DSO Mladost / MIR. Muchos moldes Superfast se vendieron allí después de que la serie expiró y continuaron produciéndose allí con sus propios colores. El Made in England en la placa base fue reemplazado por Made in Bulgaria o Made in Hungary. Mientras que en Hungría solo en 1987 se produjeron diez modelos diferentes en la fábrica en Budapest,
La producción en Bulgaria tuvo más modelos en una variedad de diseños e incluso en 2003 apareció una serie especial de modelos cromados.
Los modelos producidos en Europa del Este originalmente estaban destinados solo a los mercados búlgaro y húngaro, pero también se han exportado desde 1991.

## Coleccionismo

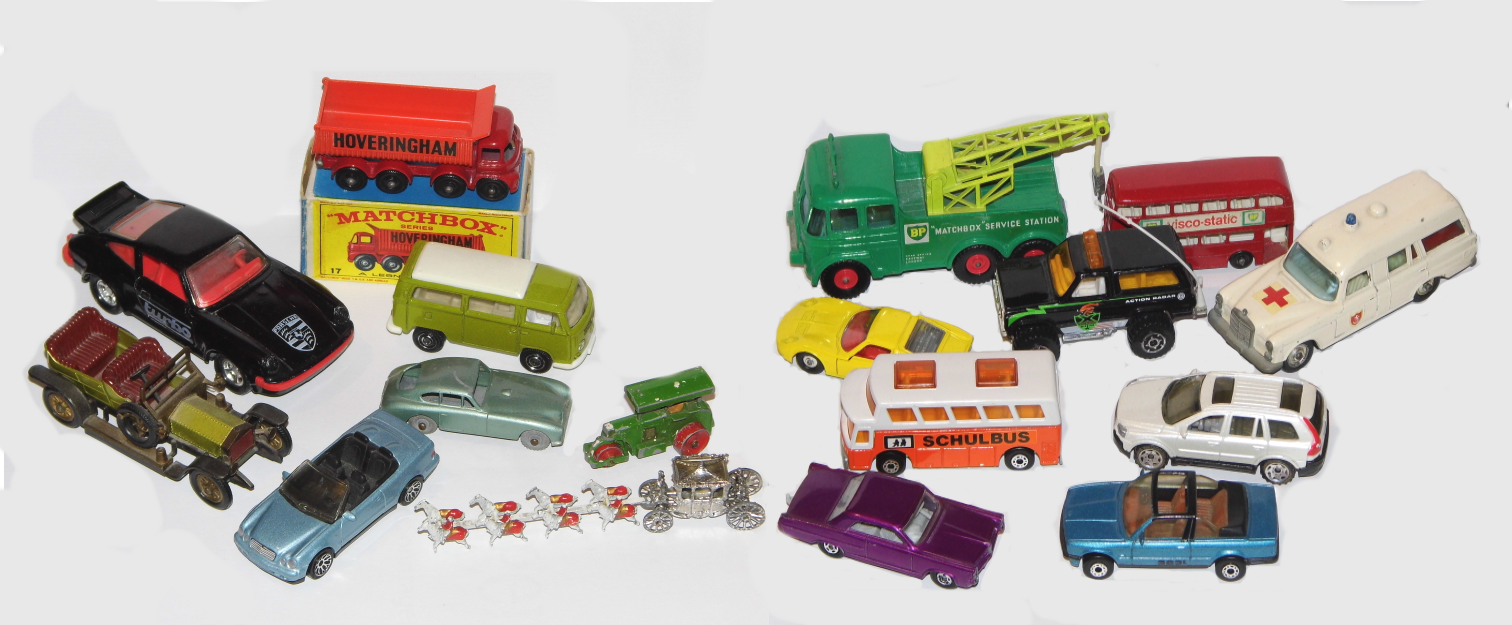
Diferentes modelos de Matchbox de colección.

La marca Matchbox se ha convertido en objeto de colecciones muy disputados en el mercado especializado. 
En 1999, un modelo Mercedes Benz 230S, que costó 15 peniques en 1968, se vendió por 4,100 libras.
Los modelos de Matchbox son coleccionados con base en las siguientes especificaciones:
- Variaciones: Debido a las distintas variedades presentadas en los distintos modelos alcanzando mayor cantidad de variaciones en 1960 y 1970.
- Modelos publicitarios: Grandes marcas han estado presentes en modelos de Matchbox como las petroleras BP y Esso, la marca deportiva Adidas entre otras.
- Modelos de transición.
- Modelos de preproducción.
- Kits de Matchbox.

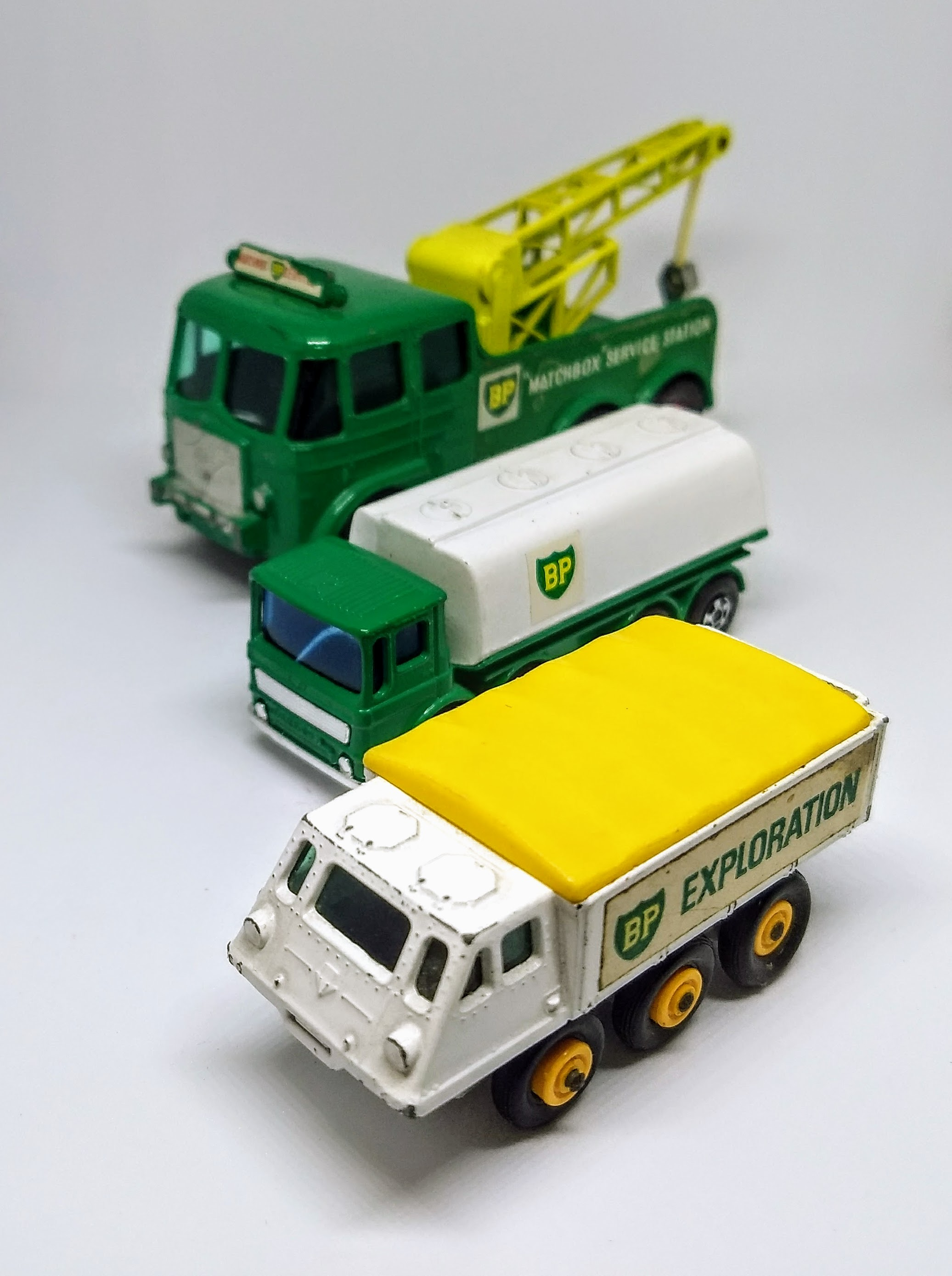
BP Matchbox
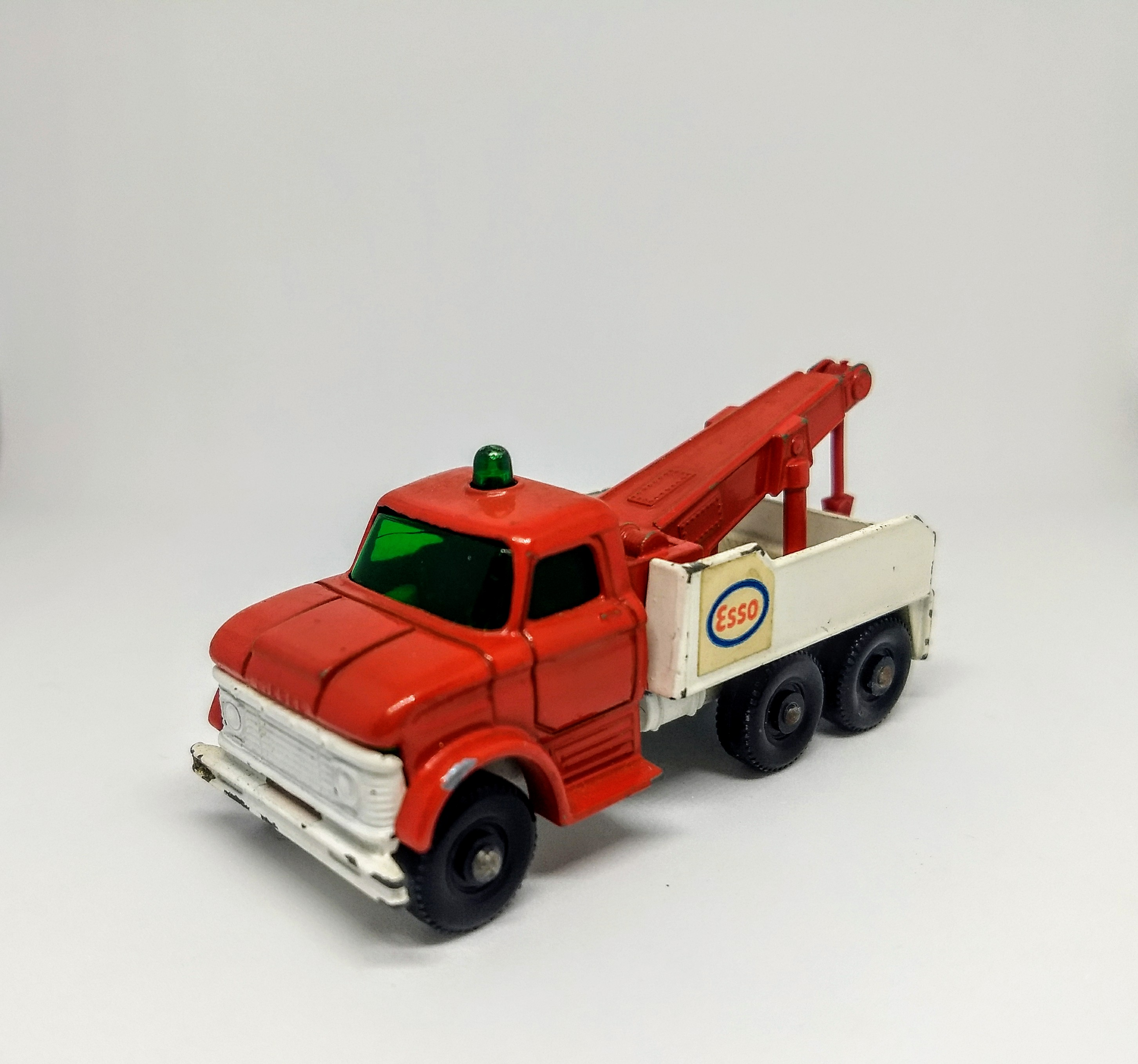
Esso Matchbox
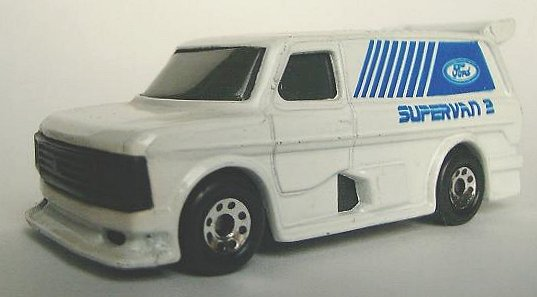
Ford Supervan
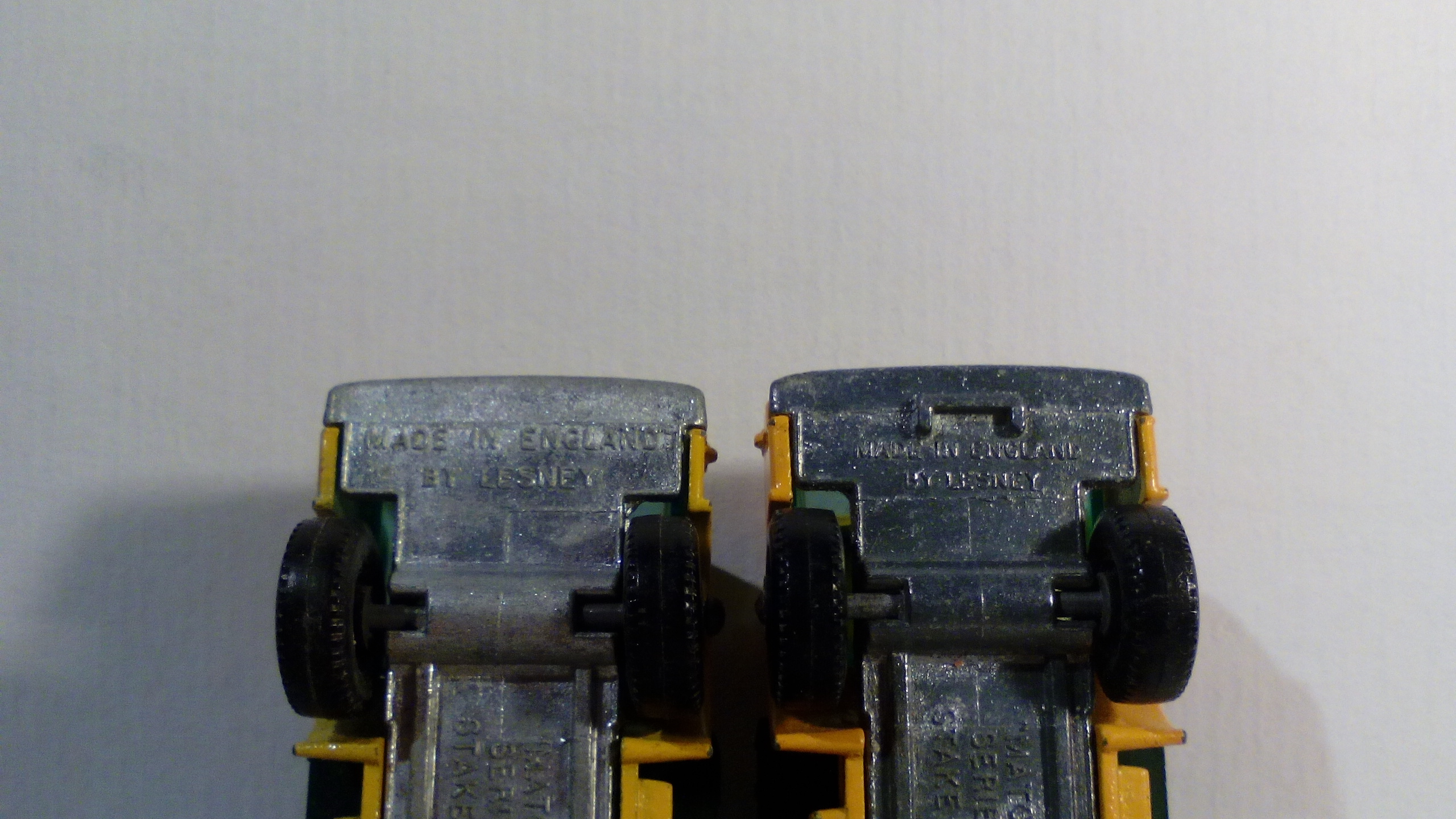
Variaciones Matchbox
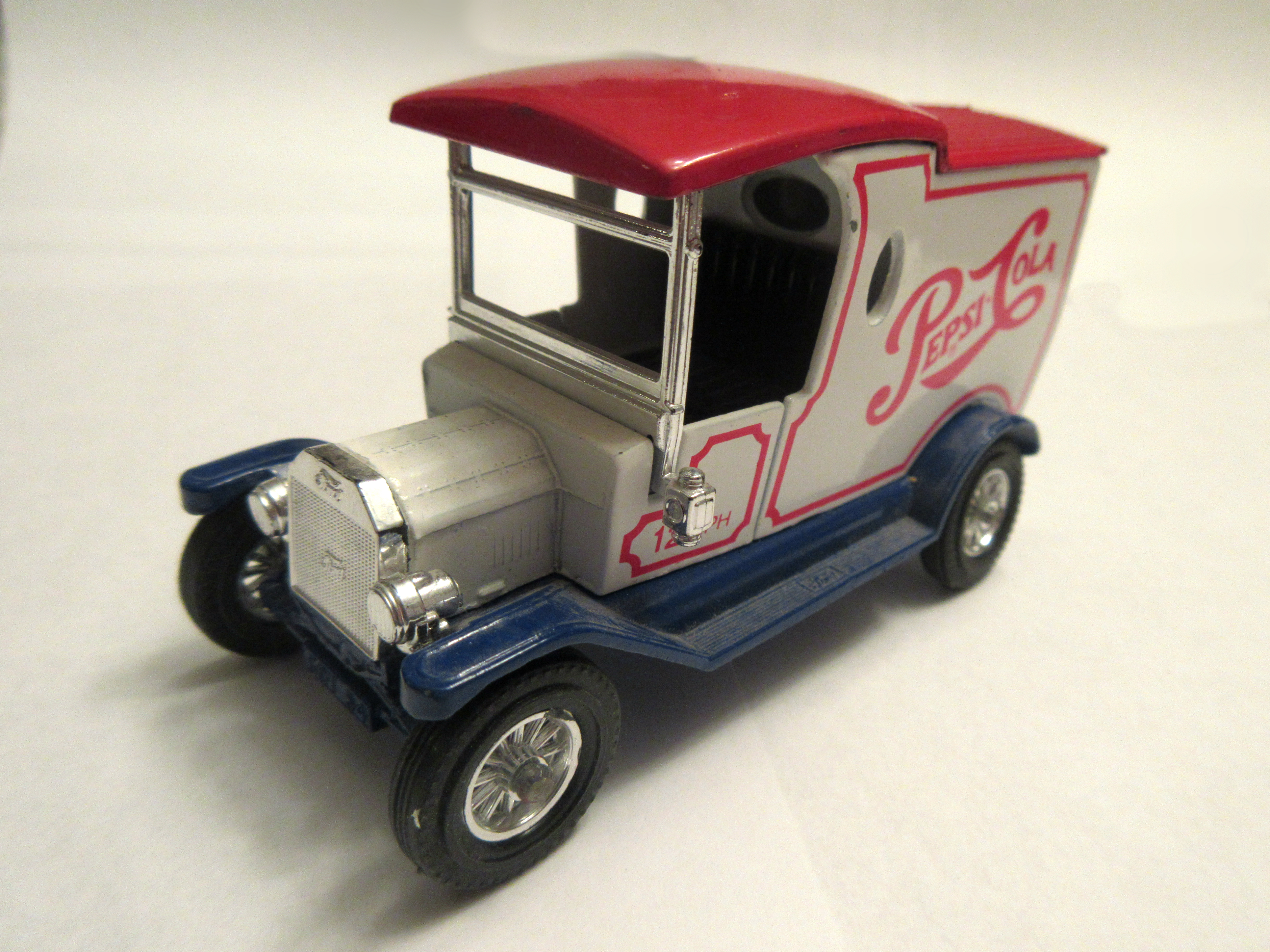
Pepsi Ford Modelo T
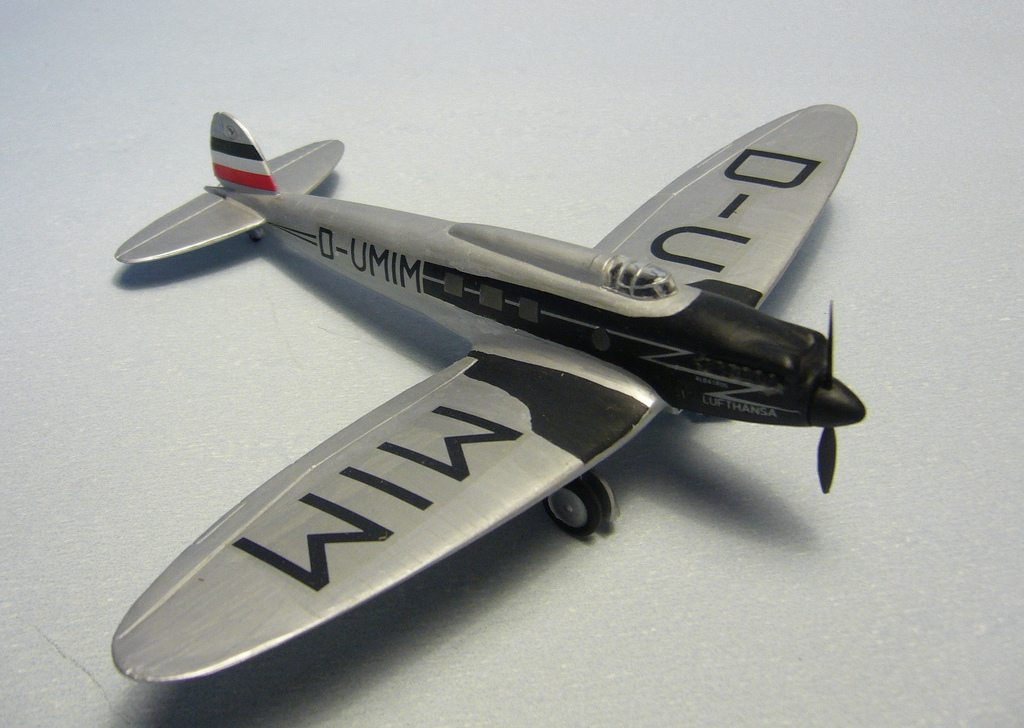
Heinkel he-70

## Otros productos de Matchbox
Matchbox ha producido y / o vendido numerosas líneas de productos adicionales a lo largo de los años, particularmente en la era de Lesney.
- Los catálogos de coleccionistas (1957-1980)
- Los estuches para coleccionistas (1957-1970)
- Los garajes / estaciones de servicio en logotipos Esso o BP (1970)
- Los rompecabezas de fotografías.
- Las autopistas Matchbox: juegos de pistas de carreras (la pista Superfast era amarilla, a diferencia de la naranja de Hot Wheels y de un calibre ligeramente más ancho), una pared de plástico especialmente inteligente que se ensambla a presión. sistema de visualización, carreteras e incluso un sistema de vagones para modelos de automóviles estándar (sin motor).
- Los Diet Cast de Aeroplanos: Matchbox también probó suerte en el área de aviones fundidos a presión, bajo el nombre de Sky Busters. Los modelos no solo fueron producidos para niños; Sky Busters produjo modelos de aviones para aerolíneas como Aeroméxico, Air France, British Airways, Iberia, Lufthansa y Saudí Arabian Airlines. Sin embargo, fueron y están diseñados más para el mercado de juguetes de bajo costo. Los modelos promocionales vendidos por las propias aerolíneas suelen ser modelos de mayor calidad, exactitud y precio.
- Los coches tragamonedas (1970).
- Los soldados a escala (1970): Matchbox produjo un pequeño rango de 1:32 y 1:76 soldados de juguete de la Segunda Guerra Mundial en competencia directa con Airfix. Estos conjuntos incluyeron infantería británica, alemana y estadounidense, el 8º ejército británico y el alemán Afrika Korps y los comandos británicos. Aunque los sets de Matchbox presentaban menos figuras que los sets comparables de Airfix (15 vs. 29 en 1:32), incluían armas que Airfix no modeló (lanzallamas, ametralladoras pesadas), y las figuras de Montgomery y Rommel en los sets de Desert War. Las figuras eran populares por su moldura de alta calidad y sus diferentes armas y poses adicionales.[20]
- Figuras de acción (1980).
- Muñecas, primero una línea de muñecas piratas (conocidos como "Fighting Furies") para niños más pequeños en edad escolar y luego muñecas bebés para niñas en edad preescolar.
- Otros artículos que no son de fundición a presión, así como una serie de series de fundición a presión de vida más corta (Signos de Inn históricos, autos de Disney, modelos de "Thunderbirds", etc.).

## Videojuegos[21]
| Año  | Título                                 | Plataforma         | Publicado por              |
| 1992 | Motor City Patrol                      | NES                | Matchbox International Ltd |
| 1999 | MatchBox Caterpillar Construction Zone | Windows            | Mattel Interactive         |
| 1999 | MatchBox Caterpillar Big Dirt Movers   | Windows            | Mattel Interactive         |
| 2001 | Matchbox: Emergency Patrol             | Windows            | Mattel Interactive         |
| 2001 | Matchbox: Emergency Patrol             | Game Boy Color     | Mattel Interactive         |
| 2002 | Matchbox: Cross Town Heroes            | Macintosh, Windows | THQ Inc.                   |

## Matchbox en automovilismo
En 1972, Matchbox participó durante dos años como patrocinador principal del equipo Surtees del expiloto de carreras británico John Surtees. Luego, el equipo actuó como Matchbox Team Surtees y comenzó durante el patrocinio exclusivamente en la Fórmula 2.

## Curiosidades
- El ilustrador y autor Miroslav Šašek publicó el libro infantil en inglés Mike and the Model Makers en 1970 en cooperación con Matchbox. En esto se explica la historia de los automóviles desde la idea básica hasta el envío en todo el mundo amigable para los niños.
- En septiembre de 1972, la banda Black Sabbath lanzó en su cuarto álbum el título Cornucopia, en el que dice "Déjenles tener sus pequeños juguetes / autos Matchbox Varios modelos de la marca y más alegrías infantiles".[23]
- En 2010, la antigua sede de Matchbox en Hackney fue demolida para los Juegos Olímpicos de verano 2012. Hoy, Mabley Green tiene una gran área de césped y un campo de fútbol.